# گورکی۳: دانشکده‌های من
گورکی۳: دانشکده‌های من (روسی: Мои университеты) فیلمی در سبک درام و محصول کشور اتحاد جماهیر شوروی به کارگردانی مارک دانسکوی است که در سال ۱۹۴۰ منتشر شد. 